# Одного разу під Полтавою (сезон 8)
Восьмий сезон серіалу Одного разу під Полтавою, українського сіткому, який створено студією «Квартал-95» для телеканалу ТЕТ. Прем'ера відбулася 2 жовтня 2019. Студія «Drive Production» також займається продюсуванням Одного разу під Полтавою. Сезон вміщає 20 епізодів і виходив по 24 жовтня 2019.

## В ролях
| - Ірина Сопонару в ролі Яринки. - Юрій Ткач в ролі Юрчика. - Віктор Гевко в ролі Віті (кума Юрчика і Яринки). - Олександр Теренчук в ролі Сашка (дільничого). - Анна Саліванчук в ролі Віри (продавчині сільмагу). - Олександр Данильченко в ролі діда Петра. - Аліна Гордієнко в ролі продавчині ринку. - Ірина Токарчук в ролі продавчині ринку. | Другорядні дійові особи |

## Перелік серій
| Номер взагалі | Номер в сезоні | Назва                 | Режисер        | Сценарист(и)                                               | Дата показу    |
| --- | -------------- | --------------------- | -------------- | ---------------------------------------------------------- | -------------- |
| 129 | 1              | «Ім'я»                | Андрій Бурлака | Юрій Карагодін                                             | 2 жовтня 2019  |
| Юрчик і Яринка вже чотири місяці не можуть придумати ім'я для свого малюка. Яринці подобається ім'я Василь, а Юркові — величні імена: Любомир, Аскольд. Через це подружжя не може відсвяткувати народження сина, адже як гості говоритимуть тости новонародженому? У кума настали важкі часи, бо з народженням сина Юрчик перестав складати йому компанію для посиденьок.                            |                |                       |                |                                                            |                |
| 130 | 2              | «Кум не кум»          | Андрій Бурлака | Аліна Гордієнко, Олександра Машлятіна й Анастасія Оруджова | 3 жовтня 2019  |
| За два тижні село святкуватиме хрестини Юрчикового з Яринкою первістка. А доти родина повинна обрати хрещених батьків. Юрчик був упевнений, що його кумом залишиться Вітя, але Яринка категорично проти, бо хрещеним, на її думку, має бути хтось нормальний. |                |                       |                |                                                            |                |
| 131 | 3              | «Матриця»             | Андрій Бурлака | Олександр Кушнаренко і Валентин Іванов                     | 3 жовтня 2019  |
| З появою дитини Юрчик потрапив у справжнісіньку зациклену матрицю. Тепер його життя розписане по хвилинах і у нього немає вільного часу. До того ж у кума з'явився новий геніальний бізнес-план, у якому гроші валяються просто у багнюці. |                |                       |                |                                                            |                |
| 132 | 4              | «Мовне питання»       | Андрій Бурлака | Дмитро Чивурін і Петро Чивурін                             | 4 жовтня 2019  |
| У село мають приїхати іноземні журналісти, які зніматимуть сюжет про поліцію в українському селі, проте, як виявилося, Сашко зовсім не знає англійської. Тому він шукає того, хто за один день навчить його спілкуватися мовою журналістів. |                |                       |                |                                                            |                |
| 133 | 5              | «Ребрендинг»          | Андрій Бурлака | Дмитро Чивурін і Петро Чивурін                             | 4 жовтня 2019  |
| На тренінгу Яринка дізналася, як збільшити продаж врожаю. Прийшовши додому, вона одразу почала розповідати Юрчику, що їм необхідно зробити ребрендинг, але, як виявилося, він у тому взагалі нічого не розуміє. |                |                       |                |                                                            |                |
| 134 | 6              | «Злочинці»            | Андрій Бурлака | Євген Пилипенко                                            | 5 жовтня 2019  |
| У селі викрали електричний кабель. Сашко вважає Юрчика з кумом королями криміналу, тому підозрює їх у скоєному злочині. Він навіть посадив їх за ґрати, проте хлопці намагаються довести, що вони до цього не причетні. |                |                       |                |                                                            |                |
| 135 | 7              | «Казки для дорослих»  | Андрій Бурлака | Олександр Кушнаренко і Валентин Іванов                     | 6 жовтня 2019  |
| Щоб приспати малого, Юрчик співає йому колискові. Але Яринка і всі, хто проживає поруч, включно з сусідським собакою, від цього лише страждають. У Яринки навіть сметана скисла від Юрчикового співу. Дружина порадила чоловікові читати синові казки, але що конкретно читати, не сказала... |                |                       |                |                                                            |                |
| 136 | 8              | «Радіо-няня»          | Андрій Бурлака | Дмитро Голубєв                                             | 6 жовтня 2019  |
| Кум влаштував пограбування століття. Він нишком вкрав у Вєри конфісковану ковбасу, і запропонував Юрчику продати її на базарі. Юрко, звісно ж, погодився. Та торгівля може швидко закінчитися, так і не розпочавшись. Слідчий Сашко розгорнув операцію з розшуку викраденої ковбаси, він патрулює ринок. Щоб таки заробити гроші, Вітя запропонував Юрчику звітувати про дії слідчого по радіо-няні. |                |                       |                |                                                            |                |
| 137 | 9              | «Борошняний барон»    | Андрій Бурлака | Євген Косніковський                                        | 7 жовтня 2019  |
| Троюрідний брат Юрчика влаштувався працювати на млин і продав йому партію борошна. Тепер Юрчик хоче нелегально перепродати це борошно і показати Яринці, що він може заробляти по-справжньому великі гроші. |                |                       |                |                                                            |                |
| 138 | 10             | «Дерево»              | Андрій Бурлака | Дмитро Чивурін і Петро Чивурін                             | 8 жовтня 2019  |
| Юрчик захотів остаточно стати справжнім чоловіком: посадити дерево, побудувати будинок та виростити сина. Для повного комплекту не вистачає лише дерева. |                |                       |                |                                                            |                |
| 139 | 11             | «Юра вже не той»      | Андрій Бурлака | Віктор Гевко                                               | 9 жовтня 2019  |
| Останнім часом кум та Юрчик віддалилися. Юрко вирішує розібратися і повернути їхню дружбу. Тимчасом місцевого дільничного Сашка хочуть звільнити, і, щоб цього не сталося, йому потрібно терміново виписати комусь штраф. |                |                       |                |                                                            |                |
| 140 | 12             | «Нічна варта»         | Андрій Бурлака | Ілля Дерменжі, Сергій Бібілов і Рустем Емірсалієв          | 10 жовтня 2019 |
| Торгувати на ринку виявилося не так просто, як Юрчик думав. І, щоб було легше та більше вільного часу, він вирішив ночувати просто на базарі. А вишукана продавчиня магазину Вєра вимагає доказів кохання від Сашка. |                |                       |                |                                                            |                |
| 141 | 13             | «Гроші на дитину»     | Андрій Бурлака | Дар'я Кобякова                                             | 15 жовтня 2019 |
| Батьки Юрчика та Яринки залишили їм подарунок. Виявилося, що там лежить купа грошей, тому тепер їм потрібно вирішити, як правильно їх витратити. Яринка стверджує, що це гроші на дитину, проте Юрчик думає геть по-іншому. |                |                       |                |                                                            |                |
| 142 | 14             | «Азербайджанець»      | Андрій Бурлака | Ілля Дерменжі, Сергій Бібілов і Рустем Емірсалієв          | 15 жовтня 2019 |
| Здається, на ринку у Юрчика з’явився серйозний конкурент. І тепер йому треба такий план вигадати, щоб у азербайджанця-оптовика ніхто нічого не купував. Тим часом дід Петро влаштовує розіграші в селі та знімає все на відео, щоб збільшити кількість підписників. |                |                       |                |                                                            |                |
| 143 | 15             | «Фіктивне розлучення» | Андрій Бурлака | Чингіс Мазінов                                             | 16 жовтня 2019 |
| Юрчику та Яринці прийшов завеликий рахунок за комунальні послуги. Тому на думку чоловіку спало розлучитися, щоб отримати субсидію. І, на диво, Яринка на це погодилася. Чим скінчиться ця афера, дивіться далі. |                |                       |                |                                                            |                |
| 144 | 16             | «Основи торгівлі»     | Андрій Бурлака | Ілля Дерменжі, Сергій Бібілов і Рустем Емірсалієв          | 17 жовтня 2019 |
| Останнім часом торгівля на ринку зовсім не приносить заробітку. Як каже Яринка: "Це не фізкультура, там потрібно вчитися". Тому Юрчик вирушає у "Вірин торгівельний заклад", щоб дізнатися про основи торгу. |                |                       |                |                                                            |                |
| 145 | 17             | «Штани»               | Андрій Бурлака | Євген Пилипенко                                            | 21 жовтня 2019 |
| Яринка подарувала Юрчику нові штани. Юрчику, чесно кажучи, вони не дуже подобаються і Яринці, до речі, також. Тепер Юрчик боїться сказати дружині, що ці штани йому не до вподоби. А Яринка, у свою чергу, розробляє план, як їх позбутися. |                |                       |                |                                                            |                |
| 146 | 18             | «Найманий працівник»  | Андрій Бурлака | Віктор Гевко                                               | 22 жовтня 2019 |
| На ринку Юрчик зустрів шкільного приятеля, якому не зміг зізнатися, що торгує за прилавком. Натомість він розіграв сценку, що нібито став бізнесменом і йому потрібно знайти продавця на торгову точку. Товариш Юрчика саме шукав роботу, тому відразу запропонував свою кандидатуру. |                |                       |                |                                                            |                |
| 147 | 19             | «Злочин»              | Андрій Бурлака | Тарас Стадницький                                          | 23 жовтня 2019 |
| Юрчик так втомився, що вирішив зізнатися в злочині, щоб трохи відпочити. Тепер у камері він влаштував собі справжній курорт. А кум натомість пішов заміняти Юрчика на базарі. |                |                       |                |                                                            |                |
| 148 | 20             | «Сімейна традиція»    | Андрій Бурлака | Чингіс Мазінов                                             | 24 жовтня 2019 |
| У родині Яринки було прийнято щорічно святкувати сімейні свята. Проте, виявилося, що у них з Юрчиком така традиція відсутня, тому вони прийняли рішення, що це потрібно негайно виправляти. |                |                       |                |                                                            |                |